# 苗栗三山國王廟
24°33′09.3″N 120°48′49.8″E / 24.552583°N 120.813833°E
苗栗三山國王廟位於苗栗縣苗栗市尖豐公路旁木鐸山上，主祀三山國王，廟內三山國王香火係由「廣東省潮州府揭陽縣河婆鎮霖田祖廟」直接分香而來。

## 沿革
苗栗市三山國王廟由士紳劉蘭斯先生創建於清代道光元年（1812年），原廟址於現今南苗市場北角南苗派出所。日治時期，日本政府選定原本廟址作為派出所用地，廟內神像移祀苗栗天后宮供奉，昭和十年（1935年）臺灣中部發生大地震，苗栗天后宮廟宇建築被震垮，神像再轉寄奉於天雲廟右側奉祀。
戰後，派出所並未歸還給三山國王廟。民國五十一年（1962年）地方人士倡議另建新廟，在擇定廟址後動土日的農曆七月十八日夜晚，竟有一顆大石被雷劈中後滾下並裂為三部份，內部石面發現有龍形紋線組成「三」字，當地民眾為之驚嘆，將其視為三山龍神歡迎三山國王在此安居之啟示，另在廟與後面興建上殿供奉龍神，是當地民眾的信仰中心。
民國九十八年（2009）重新修建廟宇，於四年後（民國一百零一年（2012））十二月十八日（農曆十一月初六日）舉行登龕安座。

## 祀神
苗栗三山國王廟主祀三山國王，陪祀福德正神、山神、伏波將軍與玄壇元帥；在廟宇後方的殿宇供奉土地龍神

## 外部連結
苗栗文化觀光旅遊網